# 화랑곡나방
화랑곡나방(학명: Plodia interpunctella, 영어: indian-meal moth, weevil moth, pantry moth, flour moth 또는 grain moth)은 나비목 명나방과에 속하는 곤충이다. 흔히 쌀나방으로 불리며, 쌀이나 밀 등 곡류 안에 알을 낳는다. 부화한 애벌레는 강한 이빨과 턱을 갖고 있어 봉지나 플라스틱까지 뚫고 들어가 곡류와 같은 음식물을 먹으므로 해충으로 불린다.

## 종
- Ephestia glycinivora Matsumura, 1917
- Ephestia glycinivorella Matsumura, 1932 (unjustified emendation)
- Plodia castaneella (Reutti, 1898)
- Plodia glycinivora (Matsumura, 1917)
- Plodia interpunctalis (Hübner, 1825)
- Plodia latercula (Hampson, 1901)
- Plodia zeae (Fitch, 1856)
- Tinea castaneella Reutti, 1898
- Tinea interpunctalis Hübner, 1825
- Tinea interpunctella Hübner, [1813]
- Tinea zeae Fitch, 1856
- Unadilla latercula Hampson, 1901

## 갤러리

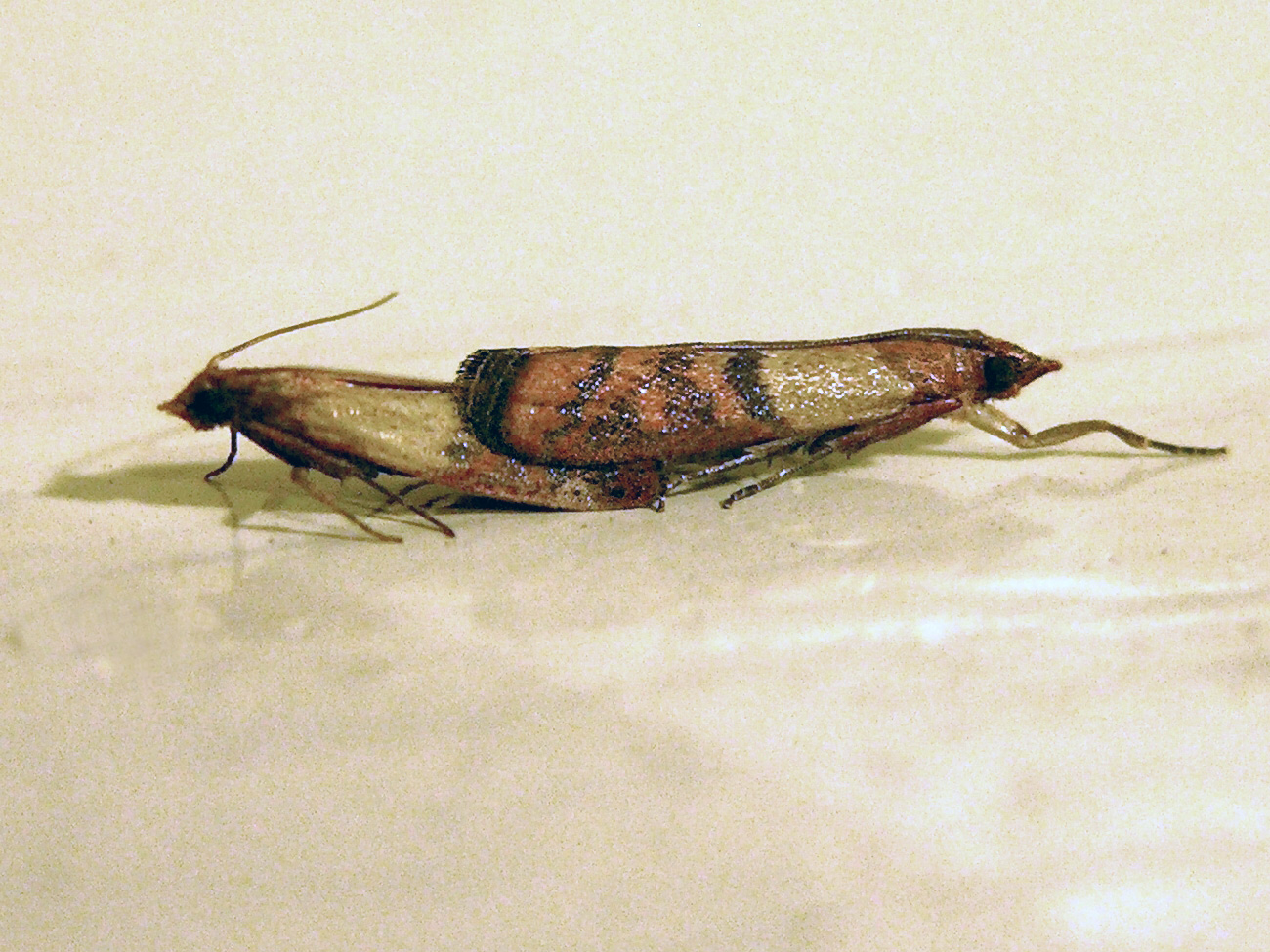
짝짓기
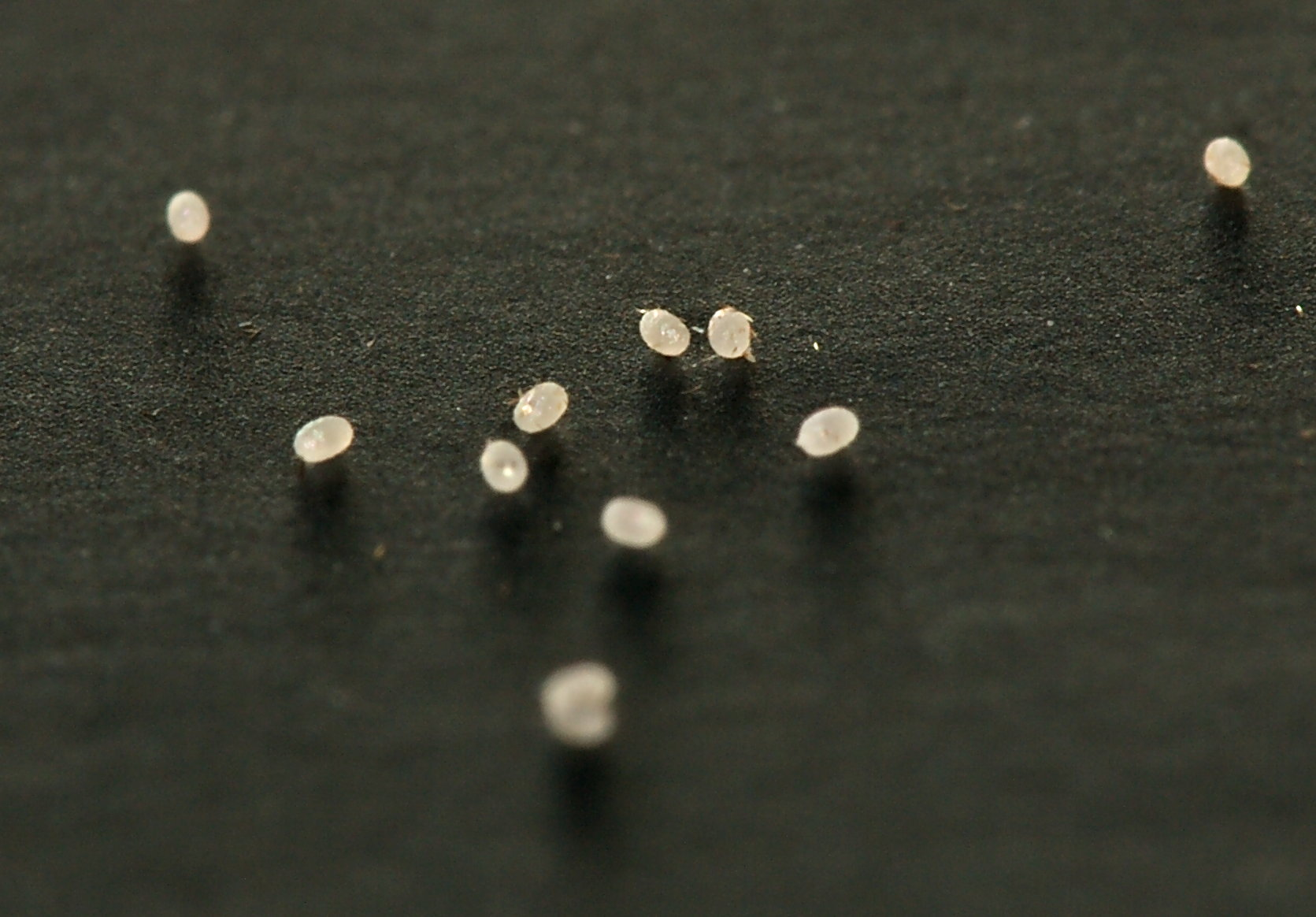
갓 낳은 알
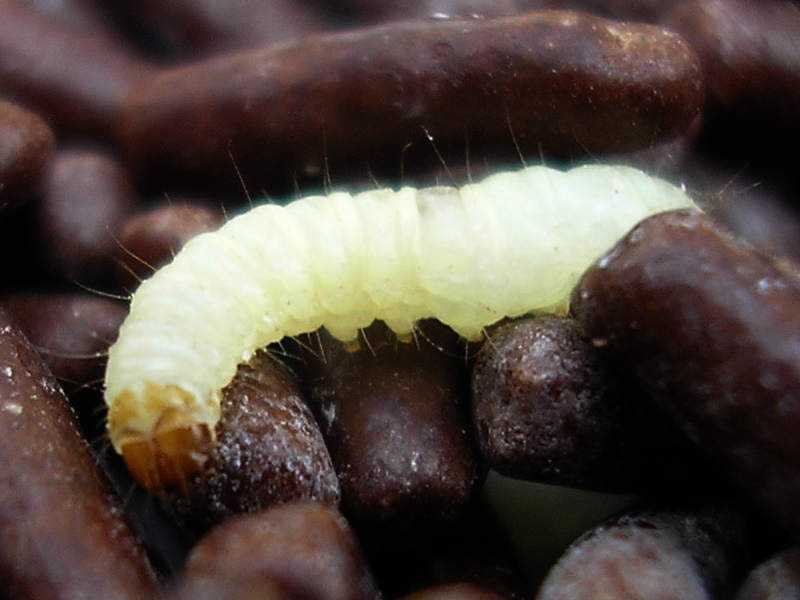
애벌레
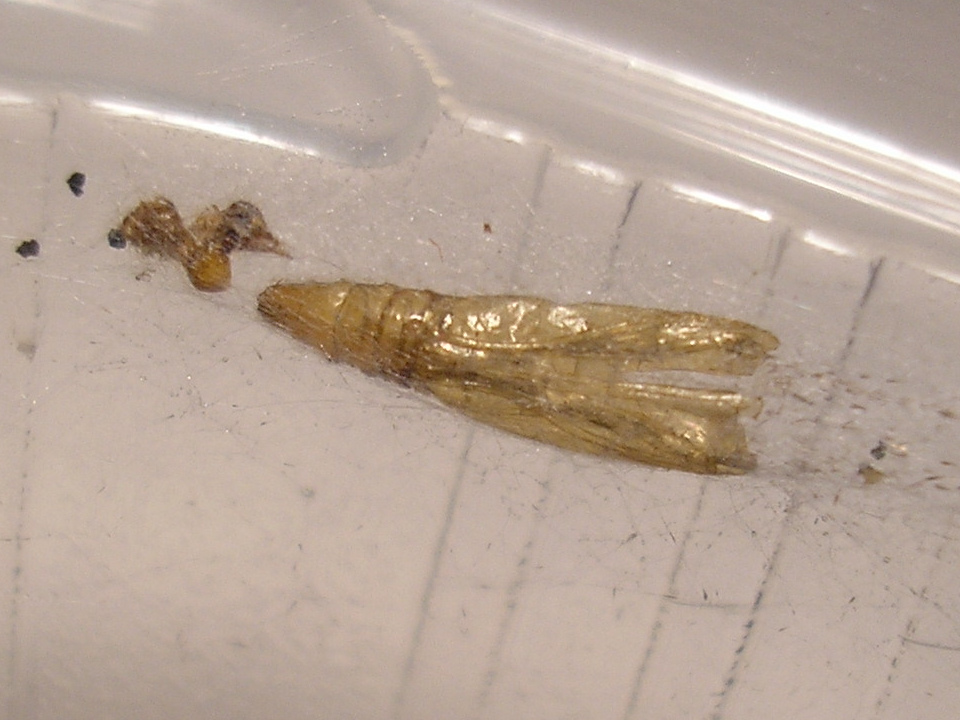
빈 허물